# Dalumao
Dalumao (kinesiska: 大路峁, 大路峁乡) är en socken i Kina. Den ligger i den autonoma regionen Inre Mongoliet, i den norra delen av landet, omkring 170 kilometer sydväst om regionhuvudstaden Hohhot.
Genomsnittlig årsnederbörd är 738 millimeter. Den regnigaste månaden är juli, med i genomsnitt 231 mm nederbörd, och den torraste är januari, med 2 mm nederbörd.